# Ultrawirówka

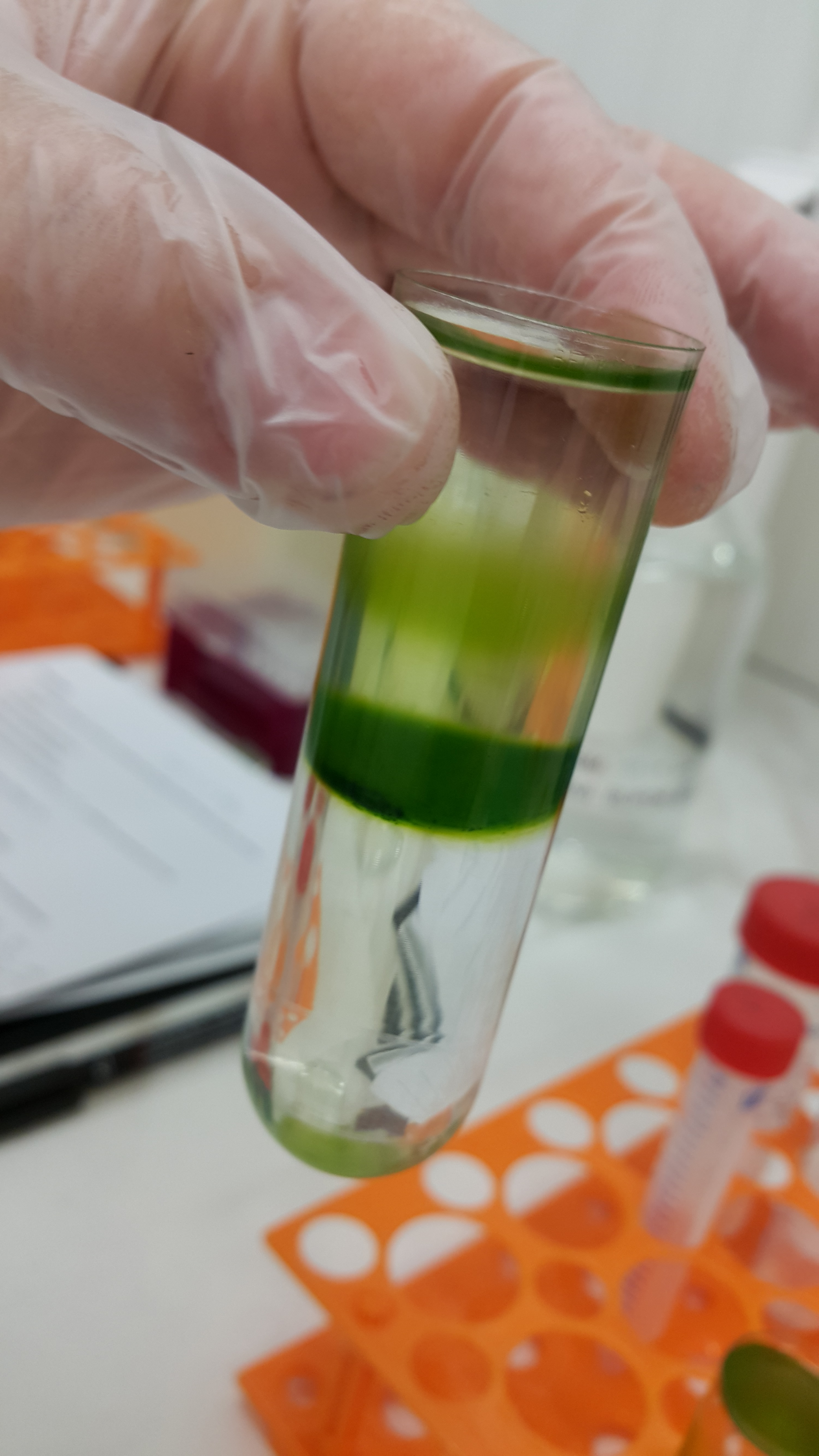
Frakcje organellowe komórek roślinnych rozdzielone przez ultrawirowanie w gradiencie sacharozowym.

Ultrawirówka, ultracentryfuga – wirówka zdolna do osiągania kilkudziesięciu tysięcy i więcej obrotów na minutę. Ultrawirówki są wykorzystywane do wielu celów:
- wirowania frakcjonującego mieszanin polimerów organicznych (białka, DNA)
- w badaniach wirusów oraz komórek,
- do szybkiego odwirowywania trudno sedymentujących osadów i rozdzielania emulsji,
- do frakcjonowania i izolacji poszczególnych organelli komórkowych np. chloroplastów,
- do przygotowania potraw w niektórych restauracjach (np. słodkie masło z marchwi)[1]